# Hermann Joseph Simons
Hermann Heinrich Joseph Simons (* 17. September 1799 in Köln; † 26. Juli 1867 in Haus Vogelsang (Köln)) war ein deutscher Landrat und Politiker.

## Leben
Heinrich Joseph Simons war ein Sohn des Kaufmanns Friedrich Simons aus Köln und dessen Ehefrau Anna Klara, geb. Wirtz. Nach einer Lehre zum Kaufmann unternahm er Privatstudien, um sich auf eine universitäre Ausbildung vorzubereiten. Ab 1830 war er als Landwirt auf der Domäne Vogelsang tätig, bevor er am 28. Juli 1836 für ein Jahr (beginnend ab dem 1. September) mittels Allerhöchster Kabinettsorder (AKO) mit der Verwaltung des Landkreises Köln betraut wurde. Die definitive Ernennung zum Landrat folgte am 26. September 1837. Simons verstarb nach 30 Jahren Amtszeit als Landrat während des Dienstes im Jahr 1867.

## Familie
Simons heiratete am 17. Oktober 1824 in Lommersum Maria Christine, geb. Olbertz (* 4. Februar 1806 in Schneppenheim; † 26. August 1873 in Endenich), Tochter des Landwirts Heinrich Olbertz und dessen Ehefrau Maria, geb. Rueb. Das Ehepaar hat zwei Töchter, Anna Maria (1826–1849), die den Landrat Anton Hisgen heiratete und Maria Theresia Josefa (1831–1866), die den Landrat Felix von Groote heiratete.

## Politik
Simons war Mitglied der Rechten Fraktion und Mitglied des Landtags (MdL) in der 2. Legislaturperiode (1849–1852).